# Alfred zu Dohna-Mallmitz
Florus Leopold Alfred Burggraf und Graf zu Dohna(-Mallmitz) (* 8. Januar 1809 in Mallmitz; † 12. Mai 1859 ebenda) war ein schlesischer Gutsbesitzer, Politiker und Mitglied des preußischen Herrenhauses.

## Herkunft
Alfred entstammte einem in Schlesien begüterten Zweig der ursprünglich ostpreußischen Adelsfamilie Dohna-Schlodien. Er war Sohn des Landschaftsdirektors Fabian Graf zu Dohna-Mallmitz (1777–1839) und dessen zweiter Ehefrau Amalie, geborene Gräfin von Reichenbach-Goschütz (1784–1849). Sein Bruder Emil (1805–1877) war preußischer Generalleutnant, sein Halbbruder Fabian (1802–1871) Landrat des Kreises Sagan.

## Leben
Alfred zu Dohna war Besitzer des Fideikommisses Mallmitz, bestehend u. a. aus den Rittergütern Mallmitz (polnisch Małomice), Klein-Eulau mit dem Vorwerk Kottwitz, Ober-Eulau, Girbigsdorf (polnisch Bobrzany) mit dem Vorwerk Charlottenhöhe, Nieder-Johnsdorf mit Ober-Johnsdorf (polnisch Janowiec) und dem Schlossgut Kunzendorf (polnisch Chichy), Kaltdorf (polnisch Pruzków) mit dem Seevorwerk und der Mallmitzer Heide, Schadendorf (polnisch Śliwnik) mit dem Vorwerk Fabianshof bei Liebichau (polnisch Lubiechów), sowie dem Gutsbezirk Dober-Pause (polnisch Dobre nad Kwisą), bestehend aus den beiden Gütern Dober und Pause.
Er war Major im 4. Landwehr-Dragoner-Regiment, Landesältester im Fürstentum Sagan, Rechtsritter des Johanniterordens und Kreisdeputierter im Landkreis Sprottau, preußischer Kammerherr und von 1854 bis zu seinem Tode 1859 Mitglied des preußischen Herrenhauses auf Präsentation des Grafenverbandes Schlesien.

## Familie
Er heiratete 1846 Clementine Gräfin von Pückler (1821–1894). Das Paar hatte folgende Kinder: 
- Agnes Amalie Charlotte Clementine (1847–1911) ⚭ 1879 Gustav von Pfuel (1829–1897), Mitglied des Herrenhauses
- Alfred Fabian Wilhelm Theodor (1849–1907), Mitglied des preußischen Herrenhauses ⚭ 1871 Margarethe von der Hagen (1845–1932), Eltern von Nikolaus Graf zu Dohna-Schlodien
- Fabian Wilhelm Christoph (1850–1916)